# Llista de topònims d'Orellà
Llista de topònims (noms propis de lloc) d'Orellà (Conflent).
Informació actualitzada per un bot. Els canvis manuals es perdran quan s'actualitzi!

## assentament humà
| imatge | Nom    | Ubicat a | instància de     | Detalls | coordenades                                                                   | Protecció | Commons (més fotos) | Dades a WD                    |
| ------ | ------ | -------- | ---------------- | ------- | ----------------------------------------------------------------------------- | --------- | ------------------- | ----------------------------- |
|        | Celrà  | Orellà   | assentament humà |         | 42° 33′ 47″ N, 2° 14′ 47″ E / 42.563138888889°N,2.2462888888889°E 1093 msnm   |           |                     | Modifica les dades a Wikidata |
|        | Guixà  | Orellà   | assentament humà |         | 42° 33′ 46″ N, 2° 13′ 34″ E / 42.562861111111°N,2.2262166666667°E 1067.3 msnm |           |                     | Modifica les dades a Wikidata |
|        | Ocenys | Orellà   | assentament humà |         | 42° 34′ 07″ N, 2° 14′ 04″ E / 42.56853889°N,2.23433056°E 1359.9 msnm          |           |                     | Modifica les dades a Wikidata |
|        | Turol  | Orellà   | assentament humà |         | 42° 33′ 49″ N, 2° 12′ 46″ E / 42.563638888889°N,2.2126388888889°E 1072.8 msnm |           |                     | Modifica les dades a Wikidata |

## dolmen
| imatge | Nom                     | Ubicat a | instància de | Detalls | coordenades                                                          | Protecció | Commons (més fotos) | Dades a WD                    |
| ------ | ----------------------- | -------- | ------------ | ------- | -------------------------------------------------------------------- | --------- | ------------------- | ----------------------------- |
|        | Dolmen del Roc d'Arques | Orellà   | dolmen       |         | 42° 33′ 51″ N, 2° 14′ 24″ E / 42.56428333°N,2.23991111°E 1264.7 msnm |           |                     | Modifica les dades a Wikidata |
|        | roca d'Arques           | Orellà   | dolmen       |         | 42° 33′ 54″ N, 2° 14′ 15″ E / 42.565027777778°N,2.2373888888889°E    |           |                     | Modifica les dades a Wikidata |

## església
| imatge | Nom                              | Ubicat a | instància de          | Detalls                                                                  | coordenades                                                          | Protecció | Commons (més fotos)           | Dades a WD                    |
| ------ | -------------------------------- | -------- | --------------------- | ------------------------------------------------------------------------ | -------------------------------------------------------------------- | --------- | ----------------------------- | ----------------------------- |
|        | Sant Esteve d'Ocenys             | Orellà   | església              |                                                                          | 42° 34′ 06″ N, 2° 14′ 08″ E / 42.568293°N,2.235433°E 1359.9 msnm     |           |                               | Modifica les dades a Wikidata |
|        | Sant Just i Sant Pastor de Guixà | Orellà   | església              | Estat: enderrocat o destruït                                             | 42° 33′ 47″ N, 2° 13′ 35″ E / 42.562995°N,2.226289°E Guixà 1069 msnm |           |                               | Modifica les dades a Wikidata |
|        | Santa Cecília de Celrà           | Orellà   | església Ús: església | Estil: arquitectura romànica Estat: ruïnós Anomenat per: Cecília de Roma | 42° 33′ 47″ N, 2° 14′ 47″ E / 42.563054°N,2.246288°E 1092.6 msnm     |           | Église Sainte-Cécile de Salra | Modifica les dades a Wikidata |
|        | Santa Coloma de Bordoll          | Orellà   | església              |                                                                          | 42° 34′ 53″ N, 2° 11′ 51″ E / 42.581332°N,2.197455°E 1103.9 msnm     |           |                               | Modifica les dades a Wikidata |
|        | Santa Maria d'Orellà             | Orellà   | església Ús: església | Estil: arquitectura romànica Dedicat a: Verge Maria                      | 42° 33′ 36″ N, 2° 15′ 18″ E / 42.56°N,2.255°E 863.4 msnm             |           | Église Sainte-Marie d'Oreilla | Modifica les dades a Wikidata |

## muntanya
| imatge | Nom          | Ubicat a     | instància de | Detalls | coordenades                                                                        | Protecció | Commons (més fotos) | Dades a WD                    |
| ------ | ------------ | ------------ | ------------ | ------- | ---------------------------------------------------------------------------------- | --------- | ------------------- | ----------------------------- |
|        | La Llevanera | Censà Orellà | muntanya     |         | 42° 36′ 09″ N, 2° 12′ 29″ E / 42.602456°N,2.208003°E 2050.2 msnm                   |           |                     | Modifica les dades a Wikidata |
|        | Llumet       | Orellà       | muntanya     |         | 42° 34′ 38″ N, 2° 13′ 12″ E / 42.577197222222225°N,2.219977777777778°E 1660.5 msnm |           |                     | Modifica les dades a Wikidata |

## Misc
| imatge | Nom                      | Ubicat a                                            | instància de                          | Detalls                      | coordenades | Protecció | Commons (més fotos)  | Dades a WD                    |
| ------ | ------------------------ | --------------------------------------------------- | ------------------------------------- | ---------------------------- | --- | --------- | -------------------- | ----------------------------- |
|        | Bordoll                  | Orellà                                              | antic poble                           |                              | 42° 34′ 53″ N, 2° 11′ 50″ E / 42.581286111111°N,2.1971305555556°E 1108.9 msnm                                                               |           |                      | Modifica les dades a Wikidata |
|        | Castell de Celrà         | Celrà                                               | edifici                               |                              | 42° 33′ 49″ N, 2° 14′ 44″ E / 42.56365°N,2.245453°E 1122.5 msnm                                                                             |           |                      | Modifica les dades a Wikidata |
|        | Ribera de Cabrils        | Censà Ralleu Orellà Aiguatèbia i Talau Oleta i Èvol | curs d'aigua                          | Desemboca: Tet Llarg: 18.9km | 42° 37′ 35″ N, 2° 10′ 14″ E / 42.62647777777778°N,2.170552777777778°E 42° 33′ 12″ N, 2° 15′ 58″ E / 42.55331944444445°N,2.266208333333333°E |           |                      | Modifica les dades a Wikidata |
|        | Torre d'Oleta            | Orellà                                              | torre                                 |                              | 42° 33′ 11″ N, 2° 15′ 52″ E / 42.553193°N,2.26451°E 655.6 msnm                                                                              |           |                      | Modifica les dades a Wikidata |
|        | casa de la vila d'Orellà | Orellà                                              | instal·lació Ús: seu del govern local |                              | 42° 33′ 30″ N, 2° 15′ 16″ E / 42.5583641789633°N,2.25442709482685°E fr:66360 OREILLA                                                        |           | Town hall of Oreilla | Modifica les dades a Wikidata |